# Okręg wyborczy Rotherham
Okręg wyborczy Rotherham powstał w 1885 r. i wysyła do brytyjskiej Izby Gmin jednego deputowanego. Okręg obejmuje miasto Rotherham w południowym Yorkshire.

## Deputowani do brytyjskiej Izby Gmin z okręgu Rotherham
- 1885–1899: Arthur Acland, Partia Liberalna
- 1899–1910: William Henry Holland, Partia Liberalna
- 1910–1917: Joseph Pease, Partia Liberalna
- 1917–1918: Arthur Richardson, Liberalni Laburzyści
- 1918–1923: Frederic Arthur Kelley, Partia Konserwatywna
- 1923–1931: Fred Linley, Partia Pracy
- 1931–1933: George Herbert, Partia Konserwatywna
- 1933–1950: William Dobbie, Partia Pracy
- 1950–1963: Jack Jones, Partia Pracy
- 1963–1976: Brian O’Malley, Partia Pracy
- 1976–1992: Stanley Crowther, Partia Pracy
- 1992–1994: Jimmy Boyce, Partia Pracy
- 1994–2012: Denis MacShane, Partia Pracy
- 2012- :  Sarah Champion, Partia Pracy